# Scotopteryx jurassica
Scotopteryx jurassica là một loài bướm đêm trong họ Geometridae.